# Chryphonectria cubensis
Chryphonectria cubensis là một loài Ascomycetes trong họ Incertae sedis. Loài này được Bruner Gryzenhout & M.J. Wingfield miêu tả khoa học đầu tiên năm.
Đây là loài gây hại của các cây trong chi Eucalyptus, phát triển phổ biến ở Brazil.